# Things (píseň, John Cale)
„Things“ je píseň velšského hudebníka a hudebního skladatele Johna Calea. Poprvé vyšla v říjnu 2003 jako druhý z alba HoboSapiens. Singl vyšel pouze na CD, nikoliv však v digitální formě ani na vinylové desce. Hudbu i text k písni složil Cale a produkoval ji Cale spolu s Nickem Franglenem. Autorem designu obalu alba je Rick Myers, fotografii na přední straně obalu vytvořil Jon Shard a uvnitř pak Corinne Day.
V původní verzi písně „Things“ hrají vedle Calea (zpěv, kytara, klávesy) ještě Lance Doss (kytara, doprovodný zpěv), John Kurzweig (kytara), Joel Mark (kytara, baskytara), Jeff Eyrich (baskytara) a Bill Swartz (bicí). V „Things X“ jsou to pak Brian Foreman (baskytara), Marco Giovino (perkuse) a Nick Franglen (hlas přes megafon a „Monster Toys“). Skladby byly nahrány ve studiu Globe Studios v New Yorku a mixovány v Eden Studios.
Píseň byla inspirována filmem Co dělat v Denveru, když člověk nežije. Různé zdroje tvrdí, že píseň byla inspirována či je poctou písničkáři Warrenu Zevonovi, který rovněž nahrál píseň nazvanou „Things to Do in Denver When You're Dead“. Cale k tomu však řekl, že tu píseň neznal a že inspirací pro vznik jeho díla byl zmiňovaný film. „Things“ je jednoduchá „popová“ píseň založená na kytaře. Cale píseň hrál již v roce 2000 ve filmu Beautiful Mistake, v této verzi jej doprovázela velšská kapela Super Furry Animals.

## Seznam skladeb
Autorem všech skladeb je John Cale.
| Pořadí | Název    | Délka |
| ------ | -------- | ----- |
| 1.     | Things   | 3:35  |
| 2.     | Things X | 4:36  |